# 贝州之战
贝州之战是唐德宗兴元元年（784年），唐朝泽潞节度使李抱真与恒冀深赵四州节度使王武俊连等率军救援魏州（治贵乡县，今河北省大名县东北），在贝州（治清河县，今河北省清河县西）击败范阳节度使朱滔的作战。
朱泚称帝，册朱滔为皇太弟。朱滔率领幽州（治蓟县，今北京市西南）、檀州（治密云县，今北京市密云区）兵，借回纥兵二千骑，拥众五万，南向与朱泚叛军相呼应，加紧攻围贝州。这时，李怀光反唐占据河中，淮西节度使李希烈已攻陷大梁，向长江、汉水流域逼近。淄青节度使李纳在山东一带反唐，魏博节度使田绪杀田悦后还在魏州等待封用，李晟孤军在渭河沿岸。
李抱真派贾林去游说恒冀深赵四州节度使王武俊，使王武俊认识到朱滔这次南下，讨平魏博是第一步。当田悦被田绪杀喜后，人心不安，十日不救，魏州、贝州二州将会被朱滔占据。朱滔增兵数万，勢力益强。义武军节度使张孝忠见魏州、贝州被吞，也会投靠朱滔。如此三道连衡又与回纥勾结，长驱南下，家族难保。常山守不住，则昭义军退保西山，河朔之地，也尽被朱滔占有。如果乘魏州、贝州二州还未攻破，张孝忠尚未归附，王武俊与李抱真联合对付朱滔，既可保住自己地盘，又能为唐廷立功。王武俊欣然同意。两军议定同日出征。
784年五月，王武俊和李抱真在钜鹿（今河北省巨鹿县）东会师，联兵攻朱滔。联军距贝州三十里摆开战场。朱滔听说两军将至，连夜召回马寔保卫贝州城。马寔部队从冠氏返回贝州，为避联军锋锐，没有立即与联军交战。杨布和将军蔡雄引回纥首领达干见朱滔，炫耀回纥兵善于突击，战斗力强，要求尽快交战。初六早上，王武俊派兵马使赵琳率五百骑在经城（今河北省威县北经镇）西南的桑林设伏，李抱真列方阵殿后，王武俊引骑兵在前，与回纥兵交锋。回纥纵兵冲击，企图打乱联军阵脚。王武俊使其骑控马与之周旋，回纥兵突击联军后方，正准备撤走，王武俊纵兵追击，赵琳部从桑林横向截击，回纥兵败走。王武俊急追，朱滔骑兵也撤走，自踏其步兵阵地，步兵都向东奔逃，朱滔控制不住局面。王武俊与李抱真合兵追击。当时，朱滔率三万人出战，死去万余人，逃散万余人，余下数千人同朱滔入营坚守。黄昏时分又遇大雾天，无法长驱追击，李抱真在战地西北扎营，王武俊在东北安营，朱滔连夜烧营，引兵逃出南门，向德州方向逃去。沿途丢掉掠夺的资财堆积如山，联军因雾没敢追击。朱滔把这场慘败的原因全归罪于杨布和蔡雄，将他们杀死。